# Pseudomyrmex spinicola
Pseudomyrmex spinicola es una especie de hormiga del género Pseudomyrmex, subfamilia Pseudomyrmecinae. Esta especie fue descrita científicamente por Emery en 1890.
Viven en árboles espinosos, como las acacias  Acacia collinsii o Acacia allenii, alimentándose de néctar producido por nectarios extraflorales. Proporcionan protección a las plantas a cambio de refugio y alimento.
Son la especie más agresiva de los simbiontes que viven en A. collinsii.
Se encuentran en Belice, Colombia, Costa Rica, El Salvador, Honduras, México, Nicaragua y Panamá.